# Naoko Nishigai
Naoko Nishigai (西貝 尚子 Nishigai Naoko?,  nacido el 22 de enero de 1969) es una exfutbolista japonesa que jugaba como guardameta.
En 1999, Nishigai jugó 2 veces para la selección femenina de fútbol de Japón. Nishigai fue elegida para integrar la selección nacional de Japón para los Copa Mundial Femenina de Fútbol de 1999.

## Trayectoria

### Clubes
| Club                          | País  | Año         |
| ----------------------------- | ----- | ----------- |
| Nikko Securities Dream Ladies | Japón | ???? - 1998 |
| OKI FC Winds                  | Japón | 1999        |

### Selección nacional
| Selección | País  | Año  |
| --------- | ----- | ---- |
| Absoluta  | Japón | 1999 |

## Estadística de equipo nacional
| Selección femenina de fútbol de Japón | Selección femenina de fútbol de Japón | Selección femenina de fútbol de Japón |
| Año                                   | Partidos                              | Goles                                 |
| ------------------------------------- | ------------------------------------- | ------------------------------------- |
| 1999                                  | 2                                     | 0                                     |
| Total                                 | 2                                     | 0                                     |